# Helena Ignez
Helena Ignez (sinh ngày 23 tháng 5 năm 1942) là nữ diễn viên và nhà sản xuất phim điện ảnh người Brasil. Bà bắt đầu được công chúng biết đến vào khoảng từ những năm 1960 đến 1970, cùng với các diễn viên cùng thời như Rogério Sganzerla và Glauber Rocha.

## Tiểu sử
Helena sinh ra và lớn lên tại thành phố Salvador, Bahia. Khi còn là sinh viên năm thứ hai của trường luật, bà bắt đầu có hứng thú với điện ảnh sân khấu. Bà quyết định học một khóa diễn xuất tại trường Đại học liên bang Bahia. Vào thời điểm đó, ngành sân khấu Brasil đang chuyển mình sang thế hệ mới và chịu nhiều ảnh hưởng từ những diễn viên trẻ. Helena lần đầu tham gia điện ảnh với phim Pátio của đạo diễn Glauber Rocha.

## Sự nghiệp
Helena tiếp tục góp mặt trong một số phim thời kỳ này như A Grande Feira (1961), Assalto ao Trem Pagador (1962) và O Padre e a Moça (1966). Trong đó, vai Janete Jane trong phim O Bandido da Luz Vermelha của đạo diễn Rogério Sganzerla là một vai diễn nổi bật. Sau thành công này, bà tiếp tục với vai Ângela Carne trong A Mulher de Todos (1969). Trong khoảng thời gian từ năm 1968 đến năm 1970, bà kết hôn với đạo diễn Rogério Sganzerla và cùng nhau sản xuất thêm gần mười hai tác phẩm điện ảnh nữa. Bà và Sganzerla cũng sinh được hai người con. Năm 1972, bà phát triển sự nghiệp với các phim được quay ở châu Âu, Hoa Kỳ và châu Phi.